# María Bleda et José María Rosa
 (novembre 2011).
Si vous disposez d'ouvrages ou d'articles de référence ou si vous connaissez des sites web de qualité traitant du thème abordé ici, merci de compléter l'article en donnant les références utiles à sa vérifiabilité et en les liant à la section « Notes et références ».
María Bleda (Castellón, 1968) et José María Rosa (Albacete, 1970) forment un couple de photographes espagnols.

## Biographie
María Bleda et José María Rosa signent toujours leurs travaux en commun, et ils sont récompensés ensemble.

## Prix et récompenses
- 1995, Imágenes Jóvenes - Arte Joven, Madrid.
- 1996, Premio Arte Joven, Valencia.
- 1997, Accesit Certamen de Artes Plásticas, Castellón.
- 1999, Grand Prix Ville de Collioure.
- 2001, Prix Altadis
- 2002, Mention d'honneur, IV premio de pintura y fotografía ABC, Madrid.
- 2008, Prix national de la photographie (Espagne)

## Expositions
Depuis 1992, le couple a exposé en solo ou collectivement en Espagne et à l'international (Portugal, France, Écosse, États-Unis, Chine, etc.)
•2005, Les Rencontres d'Arles, France.

## Collections
- Centre-Lusée basque d'Art contemporain
- Musée Reina Sofía
- Musée d'art contemporaine de Castille et León

## Publications
- (es) Ciudades, 2000, éditions Salamanca  (ISBN 84-7800-910-8)

## Source
- (es) Cet article est partiellement ou en totalité issu de l’article de Wikipédia en espagnol intitulé « María Bleda y José María Rosa » (voir la liste des auteurs).